# Quảng Trường
Quảng Trường là một xã thuộc huyện Quảng Xương, tỉnh Thanh Hóa, Việt Nam.

## Địa giới hành chính
Xã Quảng Trường nằm ở tây nam của huyện Quảng Xương.
- Phía đông giáp xã Tiên Trang, huyện Quảng Xương.
- Phía nam giáp các xã Quảng Khê và Quảng Phúc, huyện Quảng Xương.
- Phía tây giáp xã Quảng Ngọc, huyện Quảng Xương.
- Phía bắc giáp các xã Quảng Ngọc và Quảng Bình, huyện Quảng Xương.

## Lịch sử hành chính
Vùng đất thuộc xã Quảng Trường ngày nay, vào đầu thế kỉ 19 thuộc tổng Văn Trinh, huyện Ngọc Sơn, phủ Tĩnh Gia, nội trấn Thanh Hóa, đến đời Đồng Khánh thì thuộc tổng Ngọc Đới. Cuối thế kỉ 19 (sau đời vua Đồng Khánh), hai tổng Trinh và Ngọc Đới chuyển về huyện Quảng Xương cùng phủ Tĩnh Gia, tỉnh Thanh Hóa.
Sau năm 1945, thuộc các xã Ba Đình và Châu Phong, huyện Quảng Xương. Năm 1948, các xã Châu Phong, Ba Đình và Quốc Tuấn sáp nhập thành xã Quảng Ngọc. Năm 1954, một phần lãnh thổ xã Quảng Ngọc được tách ra để lập xã Quảng Trường, tên gọi Quảng Trường xuất hiện từ đây.
Xã Quảng Trường gồm các làng:
- Làng Để: đầu thế kỉ 19 là thôn Để thuộc xã Hòa Trường, tổng Văn Trinh; thời Đồng Khánh xã Hòa Trường thuộc tổng Ngọc Đới; sau năm 1954 là xóm Hòa Thanh.
- Làng Đông (Đông Triền): đầu thế kỉ 19 là thôn Đông Triền thuộc xã Hòa Trường; năm Thiệu Trị thứ 3 (1843) đổi thành Đông Am do kị húy, sau là Đông Bích; sau năm 1954 là các xóm Hòa Thịnh và Hòa Bình.
- Làng Nữu: đầu thế kỉ 19 là thôn Nữu thuộc xã Hòa Trường; sau năm 1954 là xóm Hòa Đông.
- Làng Thượng: đầu thế kỉ 19 là thôn Thượng thuộc xã Hòa Trường; sau năm 1954 là các xóm Hòa Châu và Hòa Tú.
- Các xóm Hòa Thắng, Hòa Phú, Hòa Phong và Hòa Quang do cư dân các xóm nói trên lập thành tại phía tây bắc núi Trường.
- Làng Lộc Trường: đầu thế kỉ 19 là thôn Lộc Trường thuộc xã Tông Lương, tổng Văn Trinh; thời Đồng Khánh xã Tông Lương đổi thành xã Đống Lương thuộc tổng Ngọc Đới.
- Làng Phúc Lãng: thời Đồng Khánh thuộc xã Đống Lương, tổng Ngọc Đới.
- Làng Lương Phúc.
- Làng Tiên Chiếm.
- Sau năm 1954, 4 làng nêu trên chia thành 6 xóm: Phúc Thượng, Phúc Trung, Phúc Thái, Lương Đồng, Phúc Lãng và làng Trên (Tiên Long).

Từ năm 1990 xã Quảng Trường gồm 8 thôn: Phú Cường, Thịnh Bình, Châu Thanh, Trung Đông, Lộc Trường, Đồng Tiến, Phúc Lộc và Phúc Lợi.
Từ năm 2020 xã Quảng Trường gồm 4 thôn: Châu Sơn, Đồng Tâm, Phú Cường, Trường Thành.